# Urarina
Urarina (Shimacu, Simacu. Nisu isto što i Itucale), pleme simacuan Indijanaca naseljenih duž rijeka Pucayacu, Chambira i Urituyacu u peruanskom distriktu Urarinas.
Urarina su veoma srodni drugoj simacuan skupini koja se zove Itucale, pa ih se često poistovječuje. Žive organizirani po malenim skupinama a zemljodjelstvo im je glavno zanimanje. Izvan svoje skupine nikada se ne žene. Populacija im iznosi oko 3,000 (2002 SIL).
Jezik urarina jedini je član porodice simacu a u Peruu je priznat službenim. Ženski dio populacije je monolingualan